# 스즈키 나나
스즈키 나나(일본어: 鈴木 奈々, 1988년 7월 9일 ~ )는 일본의 모델이다.